# Facundo Silvera (calciatore 2001)
Facundo Ezequiel Silvera Andreoli, noto semplicemente come Facundo Silvera (Canelones, 18 novembre 2001), è un calciatore uruguaiano, centrocampista del Miramar Misiones.

## Carriera
Cresciuto nel settore giovanile del Danubio, il 30 luglio 2019 ha firmato il suo primo contratto con il club bianconero ed il 5 ottobre ha debuttato in occasione dell'incontro di Primera División Profesional pareggiato 1-1 contro il River Plate (M). A partire dalla stagione seguente è stato definitivamente promosso in prima squadra.

## Statistiche
Statistiche aggiornate al 23 ottobre 2020.

### Presenze e reti nei club
| Stagione        | Squadra         | Campionato      | Campionato | Campionato | Coppe nazionali | Coppe nazionali | Coppe nazionali | Coppe continentali | Coppe continentali | Coppe continentali | Altre coppe | Altre coppe | Altre coppe | Totale | Totale | Totale |
| Stagione        | Squadra         | Comp            | Pres       | Reti       | Comp            | Pres            | Reti            | Comp               | Pres               | Reti               | Comp        | Pres        | Reti        | Pres   | Reti   |        |
| --------------- | --------------- | --------------- | ---------- | ---------- | --------------- | --------------- | --------------- | ------------------ | ------------------ | ------------------ | ----------- | ----------- | ----------- | ------ | ------ | ------ |
| 2019            | Danubio         | PD              | 1          | 0          |                 | -               | -               |                    | -                  | -                  |             | -           | -           | 1      | 0      |        |
| 2020            | Danubio         | PD              | 4          | 0          |                 | -               | -               |                    | -                  | -                  |             | -           | -           | 4      | 0      |        |
| Totale carriera | Totale carriera | Totale carriera | 5          | 0          |                 | -               | -               |                    | -                  | -                  |             | -           | -           | 5      | 0      |        |